# Río Guatapurí
Río Guatapurí är ett vattendrag i Colombia.   Det ligger i departementet Cesar, i den norra delen av landet, 700 km norr om huvudstaden Bogotá.